# Dánér Lajos
Dánér Lajos (Brassó, 1911. március 7. – Svájc, 1964. március 6.) magyar református lelkész, költő, író.

## Életútja
A középiskolát Brassóban és Nagyenyeden végezte, Kolozsvárt a református teológián és a jogi karon folytatta tanulmányait, Párizsban teológiát hallgatott, Brüsszelben doktorátust szerzett. Már a főiskolai évek alatt bekapcsolódott az irodalmi életbe. Versei, novellái, tanulmányai, cikkei napilapokban és az Új arcvonal című antológiában jelentek meg. 1939-40-ben szerkesztette a kolozsvári Barátság c. folyóiratot. Román, német, francia, angol és orosz nyelvből fordított. 1954 után külföldön volt lelkész, Svájcban autóbaleset áldozata lett.

## Munkássága
Novelláskötetének, Átkunk (Kolozsvár, 1929) hangütése szociális aláfestésű és szatirikus színezetű, verseskötetében, Vakoktól-rabokig (Kolozsvár, 1940) hangsúlyozottabb a szociális tartalom, s formai megoldásai kiegyensúlyozottak. Az állatok dalolnak (Demjén Attila rajzaival, Kolozsvár, 1943) c. utolsó verseskötetét az ügyészség elkobozta. „Allegorikusan olyan gondolatokat fejez ki, amelyeknek háborúellenes célzatuk van” – állapította meg a végzés. 1946-ban kiadta e háborúellenes verses kötetet Budapesten. Regénye, A béka 1934-ben jelent meg a Brassói Lapok ajándékregénytárában. 1957-ben Svájcban adták ki egy német nyelvű írását sokszorosításban a magyar forradalomról: Rot-weiss-grün : Drama von der ungarischen Revolution. (Piros-fehér-zöld. A magyar forradalom drámája.)